# Abdelkader Oueslati
Pour les articles homonymes, voir Oueslati.
Abdelkader Oueslati, né le 7 octobre 1991 à Ollioules (France), est un footballeur international tunisien possédant également la nationalité française. Il évolue au poste de milieu offensif.
Son frère cadet Habib est également footballeur professionnel.

## Biographie

### En club
Il débute au Sporting Club de Toulon comme milieu offensif, y évoluant plusieurs années en divisions inférieures, avant de se faire remarquer par le Club Atlético de Madrid qui le fait signer en 2010.
À Madrid, il commence avec la réserve en Segunda División B, son entraîneur Diego Simeone faisant appel à lui pour quelques matchs de Ligue Europa. En 2012, il découvre le niveau international avec la équipe nationale tunisienne, avec qui il compte cinq sélections.
Durant l'été 2012, il passe professionnel avec le Club Atlético de Madrid. En 2013, il figure dans la pré-liste des joueurs convoqués pour la CAN 2013 en compagnie de son ami Wahbi Khazri ; il n'est cependant pas retenu pour la compétition.
Le 28 décembre 2018, lors de la quinzième journée du championnat saoudien, il rate — en ne cadrant pas sa frappe — un penalty décisif à la 95e minute, qui aurait pu donner la victoire à son équipe du Al-Fateh Sports Club (dixième du classement) face au Al-Nassr Riyad (deuxième du classement).

### En équipe nationale
Il reçoit sa première sélection en équipe de Tunisie le 16 octobre 2012, en amical contre l'Égypte (victoire 0-1).
En janvier 2016, il participe au championnat d'Afrique des nations organisé au Rwanda. Lors de cette compétition, il joue deux matchs, contre le Nigeria (nul 1-1), et le Niger (victoire 0-5).
Par la suite, en octobre 2016, il joue un match contre la Guinée entrant dans le cadre des éliminatoires du mondial 2018 (victoire 2-0).